# Jan Baraś-Komski
Jan Baraś-Komski (ur. 3 lutego 1915 w Birczy, zm. 20 lipca 2002 w Arlington) – polski malarz.
W 1926 roku ukończył Gimnazjum Humanistyczne w Brzozowie. W latach 1934–1939 studiował na Akademii Sztuk Pięknych im. Jana Matejki w Krakowie.
Podczas wojny działał w ruchu oporu. Zatrzymany w drodze do armii polskiej we Francji, podczas ucieczki na Węgry na granicy słowackiej, został uwięziony w więzieniach w Nowym Sączu i Tarnowie, a następnie wysłany 14 czerwca 1940 roku do niemieckiego obozu koncentracyjnego Auschwitz z numerem 564, pod nazwiskiem Jan Baraś.
Uciekł z obozu 29 grudnia 1942, ale w styczniu 1943 został zatrzymany po raz drugi. Uwięziony w więzieniu na Montelupich w Krakowie. Wysłany powtórnie do Auschwitz (nierozpoznany), otrzymał numer 152 884. Później do obozów Buchenwald, Groß-Rosen i Dachau, skąd został uwolniony 29 kwietnia 1945 roku przez wojska amerykańskie.
W latach 1945–1949 mieszkał w obozie dla osób przemieszczonych (displaced persons), skąd wyjechał w 1949 do Stanów Zjednoczonych. W USA współpracował jako grafik z gazetą The Washington Post.
Jest autorem wielu obrazów o tematyce obozowej m.in. Nieudana ucieczka.